# Dave Bennett (Klarinettist)
Dave Bennett (* 18. Mai 1984 in Pontiac, Michigan) ist ein US-amerikanischer Klarinettist des Swing und Mainstream Jazz.
Bennett lernte im Alter von zehn Jahren autodidaktisch Klarinette zu spielen, wobei er sich an Aufnahmen von Benny Goodman orientierte. Zwölfjährig bekam er eine Einladung, mit dem Trompeter Doc Cheatham im Sweet Basil Jazz Club in New York aufzutreten.
Seit 1998 tourte er mit der New Reformation Band und Wally's Warehouse Waifs. Siebzehnjährig war er Gastsolist des Count Basie Orchestra. 2003 fand die Premiere seines Tribute of Benny Goodman Septet (mit Paul Keller, Peter Siers, Hugh Leal, Bill Meyer, Matt Hoffmann und Carol McCartney) im Windsor's Capitol Theatre statt, seit 2005 tritt die Band auch mit einem sinfonischen "Pops"-Programm auf. Außerdem leitet Bennett ein Quartett, mit dem er neben Goodman-Standards vor allem Dixieland und Swing spielt.
Er schrieb zahlreiche Arrangements von Goodman-"Hits" und arbeitete mit ehemaligen Mitgliedern von Goodmans Band wie dem Vibraphonisten Peter Appleyard, dem Gitarristen Bucky Pizzarelli und dem Pianisten Dick Hyman zusammen, die auch als Special Guests an seinen Alben mitwirkten. 2008 debütierte er in Europa beim Internationalen Jazzfestival Bern, wo er gemeinsam mit Pizzarelli und Appleyard auftrat.

## Diskographie
- Wally's Warehouse Waifs: Can't Help Lovin' That Band
- Wally's Warehouse Waifs: Knockin' Yer Socks off
- Wally's Warehouse Waifs: Dion' It All
- The Detroit Swingtet: Gypsy Djazz
- Salute to Benny Goodman, Live-Album, 2003
- Remembering Benny (mit Pete Siers, Hugh Leal, Paul Keller, Bill Meyer, Cary Kocher, Anne Seabury, dem Bucky Pizzarelli Trio und dem Peter Appleyard Quartet)
- Dave Bennett Celebrates 100 Years of Benny (mit dem Tribute of Benny Goodman Septet, Dick Hyman, Ed Metz Junior, Bucky Pizzarelli und Jerry Bruno)